# Jean-Marc Giachetti
Pour les articles homonymes, voir Giachetti.
Jean-Marc Giachetti est un footballeur français né le 24 septembre 1952 à Valenciennes (Nord). Il joue au poste d'ailier dans les années 1970.

## Biographie
Pur produit de l'US Valenciennes, Jean-Marc Giachetti termine cinquième du concours national du jeune footballeur en 1968. Il est international junior en 1970, avec Jacques Santini et Alain Giresse, puis en 1971 avec Rolland Courbis et Bernard Lacombe. En 1970 il est quatrième du championnat d'Europe juniors en Écosse. Dans la foulée, il fait ses débuts en première division, à 17 ans.
Il est deux fois champion de France de deuxième division, en 1972 avec l'US Valenciennes, puis en 1975 avec l'AS Nancy-Lorraine. Capable de jouer à tous les postes de l'attaque, il prolonge sa carrière au Stade lavallois et à Dunkerque.
Après sa carrière de footballeur, il dirige une auto-école à Raismes dans le Nord.

## Carrière de joueur
- 1968-1975 : US Valenciennes-Anzin
- 1974-1975 : AS Nancy-Lorraine
- 1975-1978 : US Valenciennes Anzin
- 1978-1980 : Stade lavallois
- 1980-1982 : USL Dunkerque[3]
- 1982-1983 : AS Raismes

## Palmarès
- International junior et amateur.
- Champion de France de Division 2 en 1972 avec (avec l'US Valenciennes Anzin)
- Champion de France de Division 2 en 1975 (avec l'AS Nancy-Lorraine)
- Vice-champion de France de Division 2 en 1975 (avec l'US Valenciennes Anzin)